# 쿠이틀라우악
쿠이틀라우악(나와틀어: Cuitlāhuac [kʷiˈt͡ɬaːwak], 1476년 ~ 1520년)은 아즈텍의 황족이자 정치인이며 10대 황제(재위 1520)였다.
몬테수마 1세의 증손자이자 6대 왕 악사카야틀(Axayacatl) 왕의 아들이자 티조악, 아우이트소틀의 조카였다. 1520년 전사였던 그는 형 몬테수마 2세가 살해되자, 그 뒤를 이어 아즈텍 황제로 추대되었다. 그러나 에르난 코르테스가 스페인 본국에 요청한 증원군 가운데 천연두 보균자가 있었고, 그가 멕시코만에 상륙하자 천연두는 확산되었다. 에르난 코르테스는 그를 쿠이틀라우악에게 보내 천연두에 감염되게 하였다는 의견도 있다. 천연두는 테노치티틀란에 확산되었고, 쿠이틀라우악 역시 천연두에 감염되어 즉위한 지 수일 만에 사망했다. 그의 뒤는 조카(혹은 5촌)인 쿠아우테목이 계승하였다.

## 같이 보기
- 몬테수마 2세
- 쿠아우테목
- 에르난 코르테스

| 전임 몬테수마 2세 | 제10대 아즈텍 황제 1520년 | 후임 쿠아우테목 |